# Yeats (cheval)
Yeats est un cheval de course pur-sang anglais, né en 2001, spécialiste des courses de plat. Fils de Sadler's Wells, propriété de l'écurie Coolmore et entraîné en Irlande par Aidan O'Brien, il règne sur les courses de longue distance dans les années 2000, remportant quatre Gold Cup à Ascot et autant de titres de stayer de l'année en Europe.

## Carrière de courses
Au vu de son début de carrière, Yeats ne semblait pas destiné à briller sur les épreuves de fond et d'ailleurs, comme souvent avec les stayers, il se révèlera sur le tard dans cette spécialité. Son début de carrière ressemble plutôt à celui d'un grand espoir classique. Une victoire à l'âge de 2 ans dans un maiden disputé au Curragh, si impressionnante qu'elle le propulse, huit mois avant la course, favori du Derby d'Epsom. Un hiver bien au chaud. Une rentrée en forme de promenade de santé (10 longueurs à l'arrivée) dans les Ballysax Stakes, une course qui viennent de fournir deux Derby-winners en trois éditions, Galileo et High Chaparral. Une victoire convaincante dans une autre préparatoire, le Derby Trial : il n'en faut pas plus, mais c'est déjà beaucoup, pour en faire le chaud favori du Derby d'Epsom, sinon son épouvantail. Il a d'ailleurs suivi exactement le même programme que Galileo et le Derby lui tend les bras. Las, Yeats ne verra pas Epsom, du moins pas en cette année 2004, car un problème musculaire survenu quelques jours avant le jour J le met sur la touche. Il y restera une année entière.
Un an, donc, presque jour pour jour depuis sa dernière apparition, et Yeats revoit un hippodrome, celui du Curragh en l'occurrence, où il ne rassure qu'à moitié : c'est une reprise après une longue absence, dans un groupe 3 certes (les Mooresbridge Stakes), mais il est tout de même relégué à six longueurs par un cheval honnête, Cairdeas, un cheval de niveau groupe mais pas un foudre de guerre pour autant. Par contre, sa sortie suivante montre qu'il est bien revenu au plus haut niveau, puisqu'il remporte facilement la Coronation Cup devant Alkaased, le futur lauréat de la Japan Cup. Mais trois semaines plus tard, dans le Grand Prix de Saint-Cloud, la machine s'enraye tout à coup : favori de l'épreuve, Yeats s'éteint dans la ligne droite, terminant dans le lointain tandis qu'Alkaased prend sa revanche. Cette défaite n'est pas anecdotique, puisque Yeats met du temps à retrouver sa superbe : seulement quatrième de l'Irish St. Leger, son premier essai au-delà des 2 400 mètres, il termine son année par un échec au bout d'un long voyage à Woodbine dans les Canadian International Stakes. C'est donc une année mitigée pour le fils de Sadler's Wells, qui a conquis ses galons de vainqueur de groupe 1, mais s'est montré irrégulier.
Huit mois s'écoulent avant d'assister à la rentrée de Yeats. Et quelle rentrée ! Puisque Yeats, désormais âgé de 5 ans, s'attaque d'emblée à la montagne d'Ascot : les 4 000 mètres de la Gold Cup. C'est un pari doublement osé, puisqu'il n'a pas couru depuis très longtemps, et que sa seule sortie sur longue distance (dans l'Irish St. Leger) n'avait rien d'enthousiasmant. Et c'est un pari gagné, avec la manière, par quatre longueurs. Yeats a trouvé sa voie, le grand fond, et il le confirme en enchaînant par une victoire facile dans la Goodwood Cup. En revanche, il ne peut rien contre l'Irlandaise Kastoria dans l'Irish St. Leger. Après quoi, celui qui semble tout de même le meilleur stayer européen (il obtiendra ce titre aux Cartier Racing Awards quelques semaines plus tard) entreprend d'aller de l'autre côté du monde défier les Australiens dans leur fameuse Melbourne Cup, dont il est naturellement l'un des grands favoris bien qu'il en soit le top weigh, c'est-à-dire le cheval le plus chargé au poids, la Melbourne Cup se disputant selon la formule du handicap, où l'on attribue un poids aux chevaux en fonction de leur valeur. Mais c'est un nouveau voyage infructueux, Yeats termine septième après un mauvais parcours. Ce sera son dernier déplacement intercontinental.
En 2007, on prépare à Yeats un programme plus prudent, avec une rentrée en deux temps au niveau Listed, deux courses remportées sans émotion en guise de hors-d’œuvre avant une tentative de doublé dans la Gold Cup. Tentative réussie, qui fait de lui le 21ème double lauréat de l'épreuve, avant qu'il parvienne enfin, après trois tentative, à épingler l'Irish St. Leger. Yeats achève toutefois son année par un demi-échec dans le Prix Royal-Oak, dont il termine troisième. Ce qui ne l'empêche pas d'empocher un nouveau titre de stayer européen de l'année. Toujours à l'ouvrage à l'âge (presque canonique pour un pur-sang) de 7 ans, il repart en campagne en 2008 avec comme objectif un triplé dans la Gold Cup, exploit que seul le Français Sagaro a accompli dans les années 70. Et, après une rentrée victorieuse dans une Listed, il remplit sa mission avec la manière puisqu'il survole la grande épreuve d'Ascot et s'impose par 5 longueurs. Au cours de l'été, il confirme qu'il est bien le roi des stayers en empochant une seconde Goodwood Cup, cette fois par 7 longueurs. Et s'il échoue à la cinquième place sur les 4 000 mètres du Prix du Cadran à Longchamp, il en appelle de cette défaite trois semaines plus tard, toujours à Longchamp, dans le Prix Royal-Oak. Le troisième titre de stayer européen de l'année est déjà dans sa poche.
Yeats est désormais un vieux cheval de course, même s'il court relativement peu. Et le préparer pour une septième saison reste une gageure. Que tente néanmoins son entourage, avec l'idée de faire de lui le cheval le plus titré de l'histoire de la Gold Cup, donc l'un des stayers les plus titrés de tous les temps. Mais l'inquiétude est de mise après que le cheval manque sa rentrée dans une Listed irlandaise. Néanmoins, Yeats est le grand favori de la Gold Cup et encore une fois il y impose sa loi, facilement. Cette quatrième Gold Cup sera aussi la dernière victoire de sa carrière. Il termine ensuite bon dernier dans l'Irish St. Leger, son jockey du jour Seamus Heffernan n'insistant pas en voyant son partenaire en difficulté. Et Yeats réussit une sortie honorable dans le Prix du Cadran, terminant troisième. Son titre de stayer européen de l'année 2009, sur la seule foi de sa victoire dans la Gold Cup, fait de lui le seul quadruple lauréat de Cartier Racing Awards dans la même catégorie. Enfin, il a bien gagné le droit à la retraite, et s'en va rejoindre le haras tandis qu'en 2011 la reine d'Angleterre inaugure une statue à son effigie dans le rond central d'Ascot, théâtre de ses exploits.

### Résumé de carrière
| Date         | Hippodrome   | Pays        | Course                        | Statut      | Distance    | Jockey       | Place       | Écart       | Vainqueur ou deuxième |
| 2003, 2 ans  | 2003, 2 ans  | 2003, 2 ans | 2003, 2 ans                   | 2003, 2 ans | 2003, 2 ans | 2003, 2 ans  | 2003, 2 ans | 2003, 2 ans | 2003, 2 ans           |
| ------------ | ------------ | ----------- | ----------------------------- | ----------- | ----------- | ------------ | ----------- | ----------- | --------------------- |
| 21 septembre | Curragh      | Irlande     | Maiden                        | maiden      | 1 600 m     | M. Kinane    | 1er / 5     | 4           | Haratila              |
| 2004, 3 ans  |              |             |                               |             |             |              |             |             |                       |
| 18 avril     | Leopardstown | Irlande     | Ballysax Stakes               | Gr. 3       | 2 000 m     | J. Spencer   | 1er / 4     | 10          | Dabiroun              |
| 9 mai        | Leopardstown | Irlande     | Derby Trial Stakes            | Gr. 2       | 2 000 m     | J. Spencer   | 1er / 5     | 1 ½         | Relaxed Gesture       |
| 2005, 4 ans  |              |             |                               |             |             |              |             |             |                       |
| 2 mai        | Curragh      | Irlande     | Mooresbridge Stakes           | Gr. 3       | 2 000 m     | K. Fallon    | 2e / 4      | 6           | Cairdeas              |
| 3 juin       | Epsom        | Royaume-Uni | Coronation Cup                | Gr. 1       | 2 400 m     | K. Fallon    | 1er / 7     | 2 ½         | Alkaased              |
| 26 juin      | Saint-Cloud  | France      | Grand Prix de Saint-Cloud     | Gr. 1       | 2 400 m     | J. Fortune   | 9e / 11     |             | Alkaased              |
| 17 septembre | Curragh      | Irlande     | Irish St. Leger               | Gr. 1       | 2 800 m     | K. Fallon    | 4e / 9      |             | Collier Hill          |
| 23 octobre   | Woodbine     | Canada      | Canadian International Stakes | Gr. 1       | 2 400 m     | K. Fallon    | 6e / 10     |             | Relaxed Gesture       |
| 2006, 5 ans  |              |             |                               |             |             |              |             |             |                       |
| 22 juin      | Ascot        | Royaume-Uni | Gold Cup                      | Gr. 1       | 4 000 m     | K. Fallon    | 1er / 12    | 4           | Reefscape             |
| 3 août       | Goodwood     | Royaume-Uni | Goodwood Cup                  | Gr. 2       | 3 200 m     | M. Kinane    | 1er / 15    | 5           | Geordieland           |
| 16 septembre | Curragh      | Irlande     | Irish St. Leger               | Gr. 1       | 2 800 m     | K. Fallon    | 2e / 6      | 1/2         | Kastoria              |
| 7 novembre   | Flemington   | Australie   | Melbourne Cup                 | Gr. 1       | 3 200 m     | K. Fallon    | 7e / 23     |             | Delta Blues           |
| 2007, 6 ans  |              |             |                               |             |             |              |             |             |                       |
| 29 avril     | Navan        | Irlande     | Vintage Crop Stakes           | Listed      | 2 600 m     | S. Heffernan | 1er / 10    | 5           | Reform Act            |
| 30 mai       | Leopardstown | Irlande     | Saval Beg Stakes              | Listed      | 2 800 m     | S. Heffernan | 1er / 8     | 6           | Mutakarrim            |
| 21 juin      | Ascot        | Royaume-Uni | Gold Cup                      | Gr. 1       | 4 000 m     | M. Kinane    | 1er / 14    | 1 ½         | Geordieland           |
| 15 septembre | Curragh      | Irlande     | Irish St. Leger               | Gr. 1       | 2 800 m     | K. Fallon    | 1er / 9     | 1/2         | Scorpion              |
| 7 octobre    | Longchamp    | France      | Prix du Cadran                | Gr. 1       | 4 000 m     | K. Fallon    | 3e / 6      |             | Le Miracle            |
| 2008, 7 ans  |              |             |                               |             |             |              |             |             |                       |
| 27 avril     | Navan        | Irlande     | Vintage Crop Stakes           | Listed      | 2 600 m     | S. Heffernan | 1er / 7     | 3/4         | Red Moloney           |
| 19 juin      | Ascot        | Royaume-Uni | Gold Cup                      | Gr. 1       | 4 000 m     | J. Murtagh   | 1er / 14    | 5           | Geordieland           |
| 31 juillet   | Goodwood     | Royaume-Uni | Goodwood Cup                  | Gr. 2       | 3 200 m     | J. Murtagh   | 1er / 8     | 7           | Tungsten Strike       |
| 4 octobre    | Longchamp    | France      | Prix du Cadran                | Gr. 1       | 4 000 m     | J. Murtagh   | 5e / 11     |             | Bannaby               |
| 26 octobre   | Longchamp    | France      | Prix Royal Oak                | Gr. 1       | 3 100 m     | J. Murtagh   | 1er / 5     | 1 ½         | Allegretto            |
| 2009, 8 ans  |              |             |                               |             |             |              |             |             |                       |
| 26 avril     | Navan        | Irlande     | Vintage Crop Stakes           | Listed      | 2 600 m     | S. Heffernan | 6e / 8      | 1 ¾         | Alandi                |
| 18 juin      | Ascot        | Royaume-Uni | Gold Cup                      | Gr. 1       | 4 000 m     | J. Murtagh   | 1er / 9     | 3 ½         | Patkai                |
| 12 septembre | Curragh      | Irlande     | Irish St. Leger               | Gr. 1       | 2 800 m     | S. Heffernan | 8e / 8      |             | Alandi                |
| 4 octobre    | Longchamp    | France      | Prix du Cadran                | Gr. 1       | 4 000 m     | J. Murtagh   | 3e / 12     |             | Alandi                |

## Au haras
Yeats s'installe comme étalon à Coolmore, dans la division dédiée aux courses d'obstacles à quoi son pedigree et sa tenue exceptionnelle le destinent naturellement. Proposé à 10 000 € lors de ses débuts (un tarif baissé au fil du temps), il s'y avère un bon reproducteur dans ce registre, donnant plusieurs lauréats de groupe 1.

## Origines
Yeats, à l'image de Montjeu, est issu d'un croisement Sadler's Wells sur une fille de Top Ville, un croisement garant de tenue. Sa mère, Lyndonville, n'a pas brillé en piste mais on lui doit aussi le bon Solskjaer (par Danehill), vainqueur notamment des Royal Whip Stakes (Gr.2). Elle est la sœur de Ivanka (par Dancing Brave), lauréate à 2 ans du Fillies' Mile. Il s'agit d'une famille maternelle assez atypique, totalement exempte des courants de sang dominants dans l'élevage contemporain.

### Pedigree
| Origines de Yeats (IRE), mâle bai brun né en 2001 | Origines de Yeats (IRE), mâle bai brun né en 2001 | Origines de Yeats (IRE), mâle bai brun né en 2001 | Origines de Yeats (IRE), mâle bai brun né en 2001 |
| ------------------------------------------------- | ------------------------------------------------- | ------------------------------------------------- | ------------------------------------------------- |
| Père Sadler's Wells                               | Northern Dancer                                   | Nearctic                                          | Nearco                                            |
| Père Sadler's Wells                               | Northern Dancer                                   | Nearctic                                          | Lady Angela                                       |
| Père Sadler's Wells                               | Northern Dancer                                   | Natalma                                           | Native Dancer                                     |
| Père Sadler's Wells                               | Northern Dancer                                   | Natalma                                           | Almahmoud                                         |
| Père Sadler's Wells                               | Fairy Bridge                                      | Bold Reason                                       | Hail To Reason                                    |
| Père Sadler's Wells                               | Fairy Bridge                                      | Bold Reason                                       | Lalun                                             |
| Père Sadler's Wells                               | Fairy Bridge                                      | Special                                           | Forli                                             |
| Père Sadler's Wells                               | Fairy Bridge                                      | Special                                           | Thong                                             |
| Mère Lyndonville                                  | Top Ville                                         | High Top                                          | Derring-Do                                        |
| Mère Lyndonville                                  | Top Ville                                         | High Top                                          | Camenae                                           |
| Mère Lyndonville                                  | Top Ville                                         | Sega Ville                                        | Charlottesville                                   |
| Mère Lyndonville                                  | Top Ville                                         | Sega Ville                                        | La Sega                                           |
| Mère Lyndonville                                  | Diamond Land                                      | Sparkler                                          | Hard Track                                        |
| Mère Lyndonville                                  | Diamond Land                                      | Sparkler                                          | Diamond Spur                                      |
| Mère Lyndonville                                  | Diamond Land                                      | Canaan                                            | Santa Claus                                       |
| Mère Lyndonville                                  | Diamond Land                                      | Canaan                                            | Rustic Bridge (famille 1-m)                       |